# Anton von Schmerling

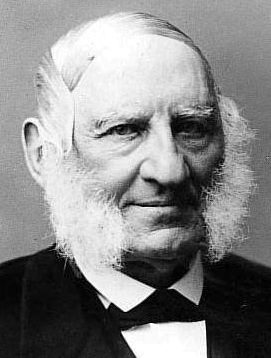
Anton von Schmerling.

Anton von Schmerling, född 23 augusti 1805 i Wien, död där 23 maj 1893, var en österrikisk statsman. 

## Biografi
Schmerling inträdde 1829 i statstjänst och blev 1846 appellationsråd. Han var motståndare till det metternichska systemet, och inom liberala kretsar hade man höga förväntningar på honom. Han hade en viktig roll som ledamot av de nederösterrikiska ständerna kom han under marsdagarna 1848. Därefter sändes han som den nya regeringens förtroendeman till förbundsdagen i Frankfurt am Main och tog där verksam del i utarbetandet av ett förslag till ny författning för Tyska förbundet. 
I det kort därefter sammanträdande Frankfurtparlamentet representerade Schmerling staden Tulln. Ärkehertig Johan, som av denna församling valdes till riksföreståndare, kallade honom till inrikesminister (juli 1848); snart fick han ansvar även för utrikesärendena, och i realiteten blev han riksministeriets chef. Då förbundsförsamlingens majoritet var emot Österrikes hegemoni, som Schmerling energiskt förfäktat, avgick han i december samma år. I den dubbla egenskapen såsom ledamot av församlingen och den österrikiska regeringens fullmäktige stannade han dock i Frankfurt, där han alltjämt förblev det "stortyska" partiets främste man. 
Sedan Preussens kung valts till tysk kejsare, återvände han till Wien. Han blev i juli 1849 österrikisk justitieminister, genomförde en ny domstolsorganisation och utfärdade en lag om jurydomstolar. Redan 1851 avgick han emellertid ur regeringen, då han med sin moderat liberala åskådning ej ville stödja Felix zu Schwarzenbergs reaktionära politik. Utnämnd till president i högsta domstolen, stod Schmerling därefter det politiska livet fjärran, tills han i december 1860 kallades till statsminister. Han fick nu till uppgift att genomföra den nygestaltning av den österrikiska staten i konstitutionell anda, som kejsarens "oktoberdiplom" samma år förebådat, och att trygga Österrikes rubbade inflytande inom Tyska förbundet. 
Författningen av den 26 februari 1861, som i huvudsak var Schmerlings verk, åsyftade att av monarkins skilda delar skapa en enhetlig författningsstat med avgjord övervikt för det tyska elementet. Den stötte på hårdnackat motstånd, särskilt hos ungrare och kroater, och det lyckades ej att genomföra den, varför Schmerling tvingades ta avsked 1865. Han återgick då till sitt forna ämbete, som han behöll till 1891. År 1867 utnämndes han till ledamot av österrikiska herrehuset på livstid och var 1871–79 dess president.